# Out of Time (canción de The Weeknd)
«Out of Time» es una canción del cantautor canadiense The Weeknd. Se lanzó en la radio contemporánea urbana para adultos de Estados Unidos a través de XO y Republic Records el 25 de enero de 2022, como el tercer sencillo de su quinto álbum de estudio Dawn FM (2022). La canción fue escrita por Weeknd, Oneohtrix Point Never, Tomoko Aran y Tetsurō Oda. Fue producido por los dos primeros junto con la producción adicional de Max Martin y Oscar Holter.

## Antecedentes y promoción
El nombre de la canción se reveló por primera vez el 5 de enero de 2022 cuando el cantautor canadiense The Weeknd publicó la lista de canciones del álbum principal de la canción, Dawn FM (2022). La canción se lanzará a la radio contemporánea urbana estadounidense de adultos el 25 de enero de 2022.

## Letra y composición
«Out of Time» muestra en gran medida la línea principal de la melodía de «Midnight Pretender», una canción de 1983 del álbum de city pop la cantautora japonesa Tomoko Aran «Fuyu Kukan（浮遊空間)», y Aran y el coautor Tetsurō Oda han sido acreditados como coautores. «Out Of Time» se ha descrito como una pista de soul-pop y city-pop en la que Weeknd canta sobre cómo su propio trauma de relaciones románticas pasadas ha afectado su capacidad para arreglar el que tiene con su expareja.

## Video musical
El video musical de «Out of Time» se lanzó el 5 de abril de 2022. Presenta a la actriz y modelo HoYeon Jung. En el video, The Weeknd y Jung se encuentran en un hotel vacío y rápidamente se unen al cantar la canción en un karaoke. Roban la máquina de karaoke y juguetean por el hotel bebiendo, bailando y cantando la canción. Sin embargo, hacia el final, una versión mayor de Abel intenta llegar a su yo actual, antes de que el video cambie al punto de vista del Abel mayor en una sala de cirugía, donde Jim Carrey, narrando las líneas finales, le pone una máscara.

## Recepción de la crítica
«Out of Time» recibió elogios particulares de los críticos, y la producción de la canción y la voz de The Weeknd recibieron aplausos. Chuck Arnold de The New York Post comparó la canción con el exitoso sencillo de Michael Jackson de 1983 «Human Nature» en una luz positiva, calificándola de «punto destacante instantáneo». Heran Mamo de Billboard nombró la pista como la segunda mejor canción del álbum, destacando «La flauta arremolinada y la producción brillante se siente como si estuviera en un cuento de hadas donde puede retroceder el tiempo con solo un chasquido de sus dedos».

## Lista de canciones
- Descarga digital

1. «Out of Time» — 3:34

- Remix bundle

1. «Out of Time» (KAYTRANADA Remix) — 4:35
2. «Out of Time» (KAYTRANADA Remix) (Radio Edit) — 2:35
3. «Out of Time» — 3:34
4. «Out of Time» (Instrumental) — 3:34
5. «Out of Time» (Video) — 3:53

## Posicionamiento en listas
| Listas (2022)                                    | Mejor posición |
| ------------------------------------------------ | -------------- |
| Australia (ARIA)                                 | 29             |
| Australia Hip-Hop/R&B Singles (ARIA)             | 10             |
| Canadá (Canadian Hot 100)                        | 20             |
| Corea del Sur (Gaon)                             | 160            |
| Dinamarca (Tracklisten)                          | 32             |
| Eslovaquia (Singles Digitál Top 100)             | 90             |
| Estados Unidos (Billboard Hot 100)               | 32             |
| Estados Unidos Hot R&B/Hip-Hop Songs (Billboard) | 11             |
| Francia (SNEP)                                   | 55             |
| Global 200 (Billboard)                           | 15             |
| Grecia (IFPI)                                    | 19             |
| India (IMI)                                      | 20             |
| Islandia (Plötutíðindi)                          | 17             |
| Italia (FIMI)                                    | 96             |
| Japón Hot Overseas (Billboard Japan)             | 11             |
| Lituania (AGATA)                                 | 28             |
| Nueva Zelanda Hot Singles (RMNZ)                 | 5              |
| República Checa (Singles Digitál Top 100)        | 90             |
| Sudáfrica (RISA)                                 | 29             |
| Suecia (Sverigetopplistan)                       | 46             |
| Vietnam (Billboard Vietnam Hot 100)              | 15             |

## Historial de lanzamientos
| País           | Fecha               | Formato(s)               | Sello(s) discográfico(s) | Ref.  |
| -------------- | ------------------- | ------------------------ | ------------------------ | ----- |
| Estados Unidos | 25 de enero de 2022 | Urban adult contemporary | XO Republic              | [ 3 ] |